# Pégase
Pégase war eine französische Automarke.

## Unternehmensgeschichte
Etienne d'Arboval (1882–1965) gründete 1924 das Unternehmen M. Arboval in Bois-Guilbert und begann mit der Produktion von Automobilen. Der Markenname lautete Pégase, nach anderen Quellen Pegasse. 1925 endete die Produktion.

## Fahrzeuge
Das einzige Modell war ein Cyclecar. Es war mit einem Zweizylindermotor und Kettenantrieb ausgestattet. Ein Fahrzeug existiert noch.